# Olsön
Olsön är en del av en ö i Finland.   Den ligger i den ekonomiska regionen  Vasa  och landskapet Österbotten, i den västra delen av landet, 400 km nordväst om huvudstaden Helsingfors. Arean är 4,1 kvadratkilometer.
Terrängen på Olsön är mycket platt. Öns högsta punkt är 10 meter över havet. Den sträcker sig 3,3 kilometer i nord-sydlig riktning, och 2,6 kilometer i öst-västlig riktning.
I övrigt finns följande på Olsön:
- Björkören (en del av en ö)
- Kalvskäret (en del av en ö)
- Ledören (en ö)
- Torgrund (en del av en ö)